# Campeonato Roraimense de Futebol Feminino de 2024
O Campeonato Roraimense Feminino de 2024 foi a 13.ª edição deste torneio futebolístico organizado anualmente pela Federação Roraimense de Futebol (FRF).
O campeão foi o Rio Negro que conquistou seu segundo título da história. O troféu veio ao vencer o São Raimundo por 2–0 na decisão, garantindo uma vaga à Série A3 de 2025. Devido à extinção do futebol feminino do Athletico-PR, que na época disputava a Série A2, o Rio Negro, quinto lugar da terceira divisão, garantiu o acesso e a vaga na Série A3 foi herdada ao São Raimundo.

## Formato e participantes
O formato desta edição foi diferente ao da edição anterior: ao invés de dois grupos com três equipes cada, haveria uma chave única com as equipes onde se enfrentariam em jogos de turno único. As duas melhores avançariam à final, também em jogo único, para disputar o título da competição. Abaixo, as equipes participantes:
| Equipe          | Cidade    | Títulos             |
| --------------- | --------- | ------------------- |
| GAS             | Boa Vista | —                   |
| Náutico-RR      | Boa Vista | —                   |
| Rio Negro-RR    | Boa Vista | 1 (2023)            |
| São Raimundo-RR | Boa Vista | 10 (último em 2022) |

## Resultados

### Primeira fase
| Pos | Equipe          | Pts | J | V | E | D | GP | GC | SG  | Classificado |     | SRA | RNG | GAS | NTC  |
| --- | --------------- | --- | - | - | - | - | -- | -- | --- | ------------ | --- | --- | --- | --- | ---- |
| 1   | São Raimundo-RR | 9   | 3 | 3 | 0 | 0 | 8  | 1  | +7  | Final        |     | —   | –   | 2–0 | –    |
| 2   | Rio Negro-RR    | 6   | 3 | 2 | 0 | 1 | 19 | 4  | +15 | Final        |     | 1–2 | —   | –   | 11–1 |
| 3   | GAS             | 3   | 3 | 1 | 0 | 2 | 16 | 10 | +6  |              |     | –   | 1–7 | —   | 15–1 |
| 4   | Náutico-RR      | 0   | 3 | 0 | 0 | 3 | 2  | 30 | −28 |              | 0–4 | –   | –   | —   |      |

### Final
| 7 de dezembro | São Raimundo-RR | 0 – 2               | Rio Negro-RR                          | Canarinho, Boa Vista |
| 17:00         |                 | Transmissão do jogo | Rayssa Paixão 5' · Luciane Moraes 70' |                      |